# 皮膚擴張紋
皮膚擴張紋（英語：stretch marks），也是在皮膚上暗色的疤痕。一段時間之後會慢慢減少，但不會完全消失。皮膚擴張紋是因為在身體快速成長的時期（例如青春期或是妊娠），撕裂真皮所造成的。妊娠中产生的擴張紋称“妊娠紋”（striae gravidarum），一般會在最後三個月出現，一般在腹部，不過也常出現在乳房、大腿、下背部和臀部。皮膚擴張紋也可能會受到青春期、妊娠、健美或激素替代療法造成的激素變化所影響。

## 症狀及體徵
皮膚擴張紋一開始是紅色或是紫色的皮膚病變，可能會出現在身體任一部位，但比較容易出現在有大量脂肪的部位，最常見的是腹部（特別是肚脐附近）、乳房、上臂、腋下、背後、大腿（內側及外側）、髖部及臀部。一段時間之後，紋路會漸漸萎縮，色素也會消退。受影響的部份會比較柔軟。
皮膚擴張紋是發生在真皮，是皮膚中間有彈性的組織層，讓皮膚可以維持其形狀。只要真皮還有受到其他組織的支撐，就不會出現皮膚擴張紋。有關皮膚擴張紋出現的位置及方向，拉伸的影響不小，不過仍有其他的因素會影響皮膚擴張紋的形成
皮膚擴張紋形成時，多半（也有例外）會有灼痛及痛癢的感覺，會造成情緒上的不快。皮膚擴張紋本身沒有健康上的影響，也不會損害人體正常的機能，以及自我修復的能力，不過在化妝時會造成一些影響。年輕女性最容易受到影響，也常會因此求助皮膚科醫師，另外在懷孕中後期也容易形成皮膚擴張紋（妊娠紋）。

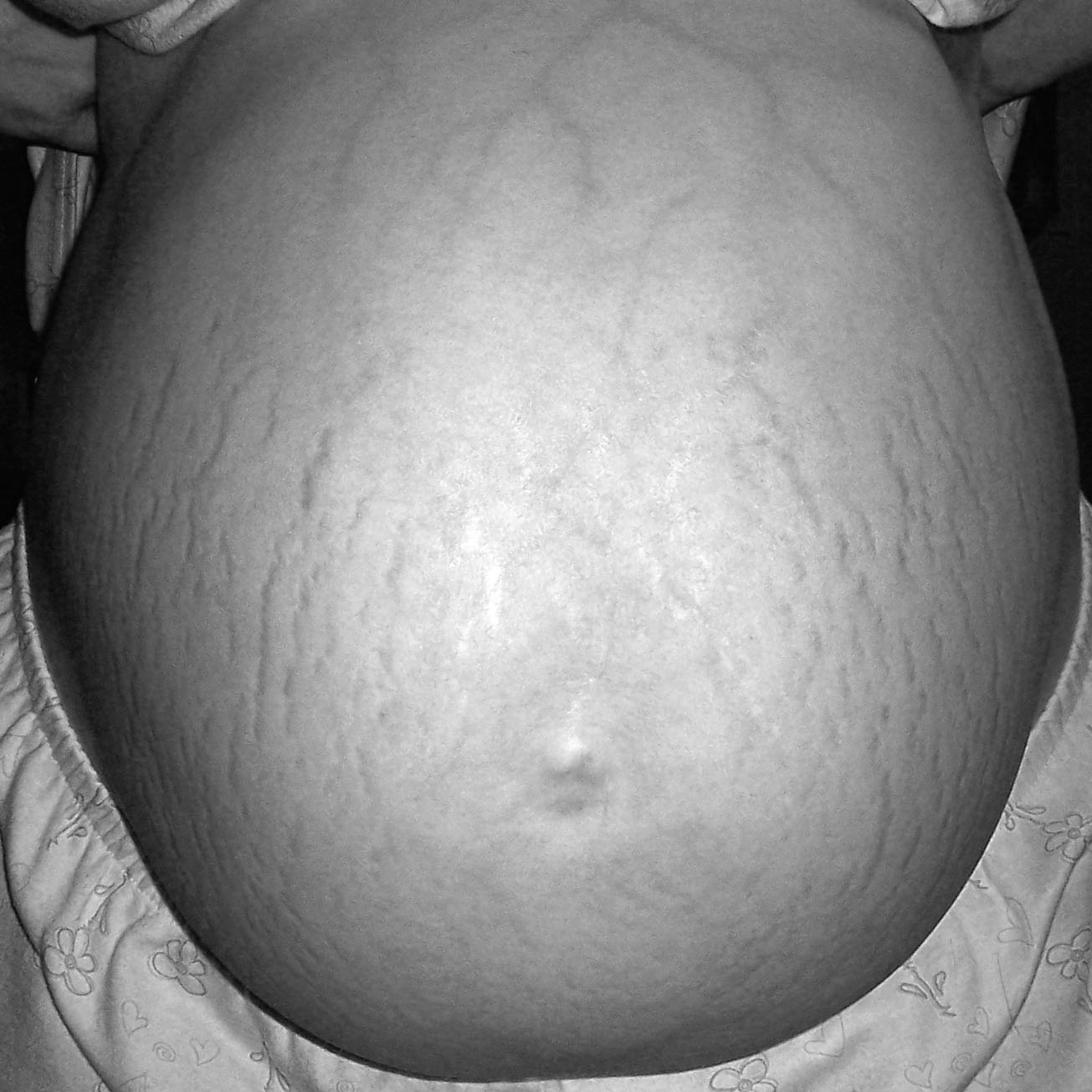
懷孕38週孕婦的妊娠紋
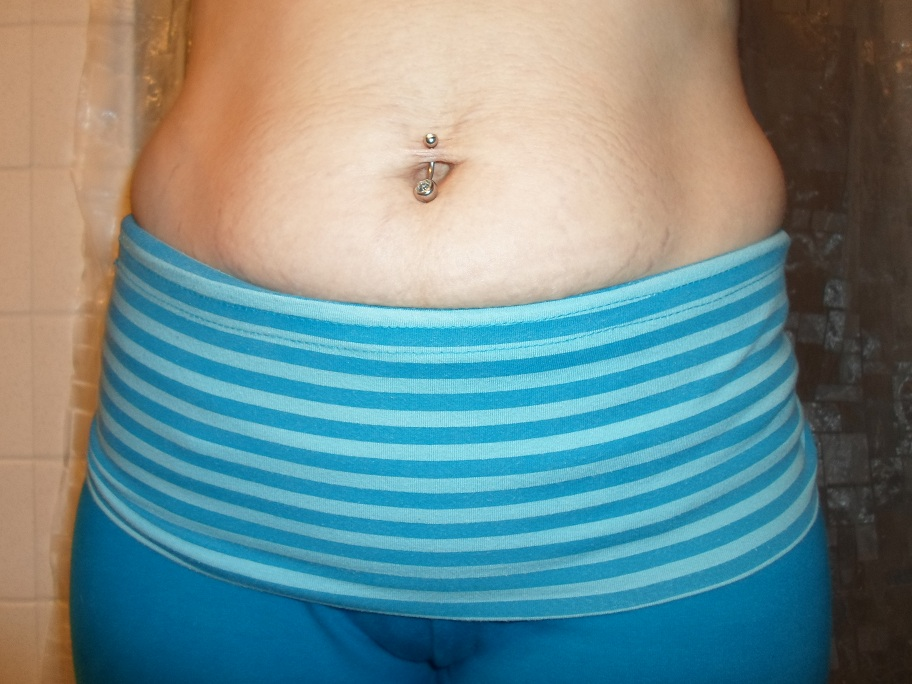
產後一年的妊娠紋
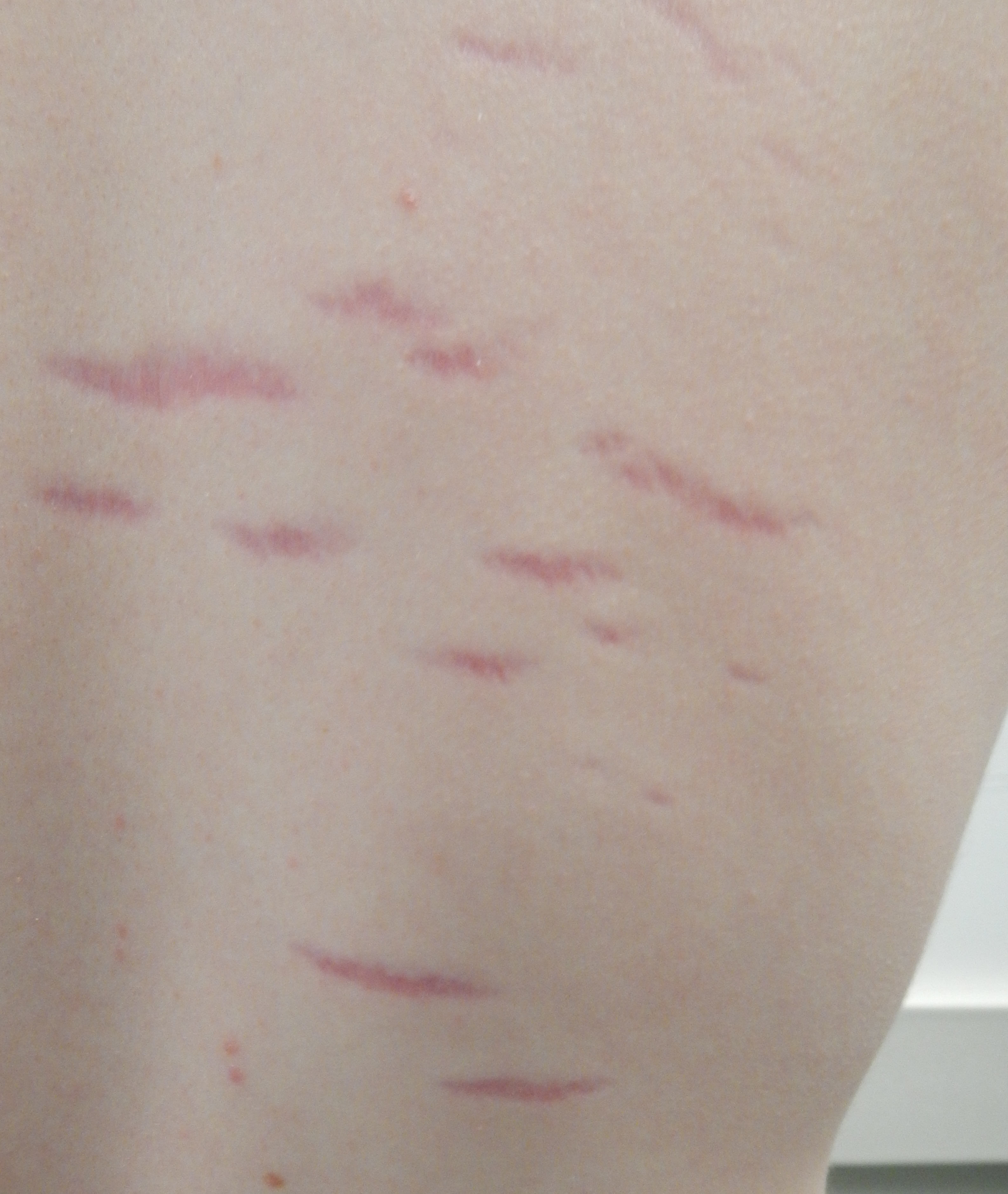
青少年男性的皮膚擴張紋
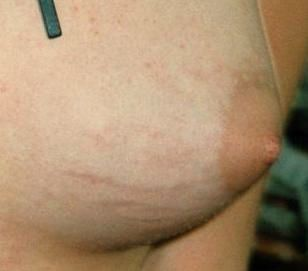
女性乳房的皮膚擴張紋
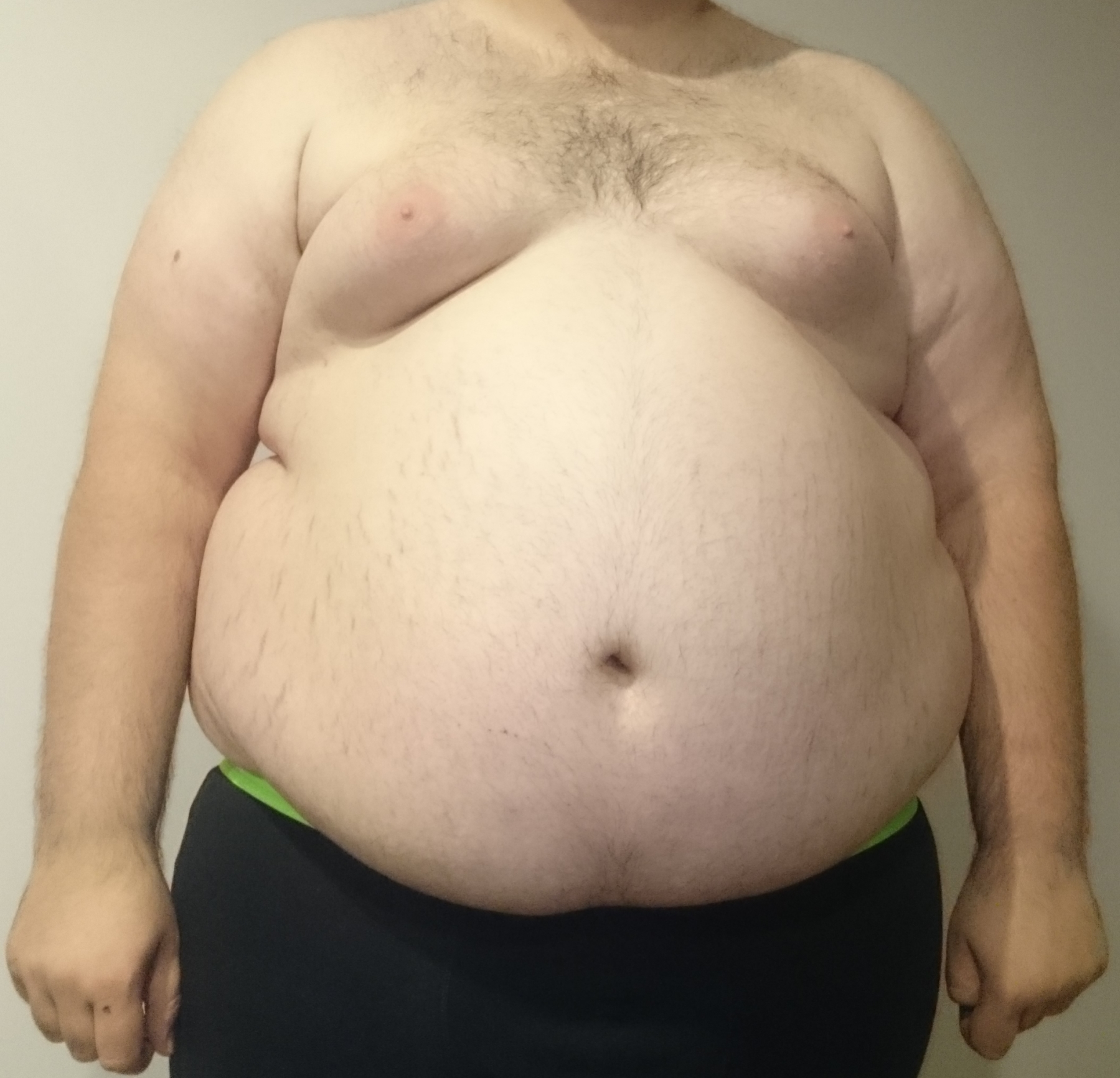
肥胖症男性的皮膚擴張紋

## 病因
皮膚擴張紋是因為皮膚的伸展而產生的。尤其在可的松分泌量增加的部位，可的松的增加表示皮膚的柔韌性下降，較可能產生皮膚擴張紋。而且可的松會影響真皮，讓成纤维细胞無法形成膠原蛋白及弹性蛋白，使快速生長的皮膚無法維持緊繃的狀態，因此當皮膚擴張時，沒有足夠的支撐材料，就會讓皮膚及表皮撕裂，因而產生皮膚擴張紋。
常見皮膚擴張紋的例子包括體重增加（增加脂肪或肌肉都會）、妊娠、青春期的長高等。有些藥物、症狀或是疾病也會提高皮膚擴張紋的機率，例如皮質類固醇乳膏、乳液或是藥錠，慢性口服或外用甾体也是常見的影響因素。有些症狀也會造成皮膚擴張紋，例如埃勒斯-當洛二氏症候群、庫興氏症候群、馬凡氏症候群及腎上腺疾病。

### 懷孕
懷孕時的皮膚擴張紋稱為妊娠紋（striae gravidarum），是因為懷孕時子宮快速成長，以及體重突然增加，在腹部產生的疤痕。大約90%的孕婦都有過妊娠紋。有許多因素和妊娠紋的出現有關。有一個對於324名孕婦的研究，在她們分娩後就進行問卷，指出孕產婦年齡較輕、高BMI、在懷孕過程體重增加超過15公斤、新生兒體重較重，這些因素個別都和妊娠紋的出現有相關性。青少年的孕產婦最容易產生嚴重的妊娠紋。
妊娠紋屬於懷孕中的症狀，是因為真皮撕裂，使得表皮萎縮及網紋缺失的情形。妊娠紋一般是在腹部紅色或藍色的疤痕，也有可能在乳房或是大腿。有些妊娠紋會隨時間而消失，不過有些妊娠紋會讓皮膚永久性的變色。
懷孕時身體快速發育且受到拉伸應力的部位（例如腹部、乳房或是大腿）最容易出現妊娠紋。有些人認為懷孕時皮質醇、鬆弛素及雌激素較高，會讓粘多醣堆積，增加结缔组织的吸水程度，在受到力學應力時更容易破裂。也有發現孕產婦BMI較高，新生兒體型較大，和妊娠紋的出現及嚴重程度有關。年輕女性在懷孕時出現妊娠紋的風險也比較高。
妊娠紋的盛行率及嚴重程度視族群而不同。目前的文獻提到，美國妊娠紋的盛行率從50%至90%不等，一部份是因為懷孕時的激素變化，也和皮膚纖維的拉伸有關。許多孕產婦在懷第一胎時有妊娠紋的情形，將近45%是在懷孕前24週出現的。許多第一胎有妊娠紋的女性，之後在懷孕時不會再出現妊娠紋。像是系譜學及種族之類和基因有關的因素可能可以預測是否會出現妊娠紋。

## 預防
系統性回顧還沒有找到乳霜或油類可以預防或是改善妊娠紋的證據。已有人提出於對於積雪草（妊娠紋相關保養品中的一種成份）在懷孕中使用的安全性。在懷孕後減少妊娠紋的相關療法，所得的證據相當有限。

## 治療
對於消除或是減少皮膚擴張紋，已有許多不同的建議，但目前沒有明確有效治療的方法。
目前有試過的方式有：雷射換膚、乙醇酸及微晶換膚術。維A酸（0.1% w/w）是類維生素A，在許多研究中對早期的皮膚擴張紋有效。透明質酸也可以改善妊娠紋的外觀。FDA將外用維A酸分類為動物的致畸劑（會造成動物畸形），因此還無法進行人類懷孕使用安全性的研究。
羧酸療法是已知的療法，不過還沒有可以支持其效果的證據。

## 歷史
自古以來，孕婦就在尋找如何預防妊娠紋的方法。古希腊及古罗马都使用橄欖油，而埃塞俄比亚人及索馬里人則用乳香。
最早識別出妊娠紋的是Roederer，在1773年時識別，Troisier和Ménétrier在1889年作出組織學的描述。Nardelli在1936年首次做出形態學上（morphologically）正確的描述。